# Titularbistum Pella
Pella ist ein Titularbistum der römisch-katholischen Kirche.
Es geht zurück auf das frühere Bistum Pella der antiken Stadt Pella in der römischen Provinz Syria Palaestina bzw. in der Spätantike Palaestina secunda im heutigen Jordanien. Es gehörte der Kirchenprovinz Palaestina II mit dem Metropolitansitz Scythopolis an.
| Titularbischöfe von Pella |                                                                |                                                                                               |                    |                    |
| Nr.                       | Name                                                           | Amt                                                                                           | von                | bis                |
| 1                         | Hieronim Maciej Jełowicki                                      | Weihbischof in Lemberg (Ukraine)                                                              | 21. Februar 1725   | 8. Januar 1732     |
| 2                         | Simon István Olsavszky                                         | griechisch-katholischer Apostolischer Vikar von Mukatschewe (Ukraine)                         | 20. Mai 1735       | 24. Dezember 1737  |
| 3                         | Bartolomeo Antonio Passi                                       | Weihbischof in Trient (Italien)                                                               | 28. September 1744 | 23. Juli 1774      |
| 4                         | Johann Nepomuk August Reichsfreiherr Ungelter von Deisenhausen | Weihbischof in Augsburg (Deutschland)                                                         | 12. Juli 1779      | 26. Februar 1804   |
| 5                         | Johann Nepomuk Ritter von Dankesreither                        | Weihbischof in Wien (Österreich)                                                              | 24. August 1807    | 23. September 1816 |
| 6                         | Ignaz Bernhard Mauermann                                       | Apostolischer Vikar von Sachsen Apostolischer Administrator für die Oberlausitz (Deutschland) | 31. Januar 1819    | 14. September 1841 |
| 7                         | Charles Michael Baggs                                          | Apostolischer Vikar von Western District (Vereinigtes Königreich Großbritannien und Irland)   | 9. Januar 1844     | 16. Oktober 1845   |
| 8                         | Alexandre-Hippolyte-Xavier Monnet CSSp                         | Apostolischer Vikar von Madagaskar (Madagaskar)                                               | 3. Oktober 1848    | 1. Dezember 1849   |
| 9                         | Gustavo Leonardo de Battice                                    | Koadjutorbischof von Gent (Belgien)                                                           | 28. Dezember 1877  |                    |
| 10                        | François-Nicolas-Alphonse Kunemann CSSp                        | Apostolischer Vikar von Senegambia (Senegal)                                                  | 27. Februar 1901   | 20. März 1908      |
| 11                        | Thomas Kurialacherry                                           | Apostolischer Vikar von Changanacherry (Indien)                                               | 30. August 1911    | 21. Dezember 1923  |
| 12                        | William Francis Brown                                          | Weihbischof in Southwark (Vereinigtes Königreich Großbritannien und Nordirland)               | 29. Januar 1924    | 16. Dezember 1951  |
| 13                        | Pedro Grau y Arola CMF                                         | Apostolischer Vikar von Quibdó (Kolumbien)                                                    | 24. März 1953      | 4. März 2002       |